# Glossocalyx
Glossocalyx é um género monotípico de plantas com flores pertencentes à família Siparunaceae. A única espécie é Glossocalyx longicuspis.
A sua distribuição nativa é do sul da Nigéria até à África Central Tropical Ocidental.